# KV Oostende
A KV Oostende egy belga labdarúgócsapat, amely a belga első osztályban szerepel. Székhelye Oostende városában található.  1950-ben alapították. Színei: piros-sárga.

## Története
A klub elődjét 1904-ben alapították VG Oostende néven. 1911-ben megalakult egy másik klub is az AS Oostende, amelyik hamarosan a város legsikeresebb csapata lett. A két csapat 1981-ben egyesült és a KV Oostende-re keresztelték az új klub nevét. Tizenkét évvel később a csapat feljutott az első osztályba.

## Sikerei
- Belga másodosztály
  - Aranyérmes (2): 1997–98, 2012–13
- Belga másodosztály rájátszásának a győztese (2): 1993, 2004

## Játékoskerete
2021. március 14-i keret
| #  |     | Poszt | Név                                                  |
| -- | --- | ----- | ---------------------------------------------------- |
| 4  | SCO | V     | Jack Hendry (kölcsönben aCeltic csapatától)          |
| 5  | BEL | V     | Arthur Theate                                        |
| 6  | FRA | KP    | Maxime D'Arpino                                      |
| 7  | SEN | CS    | Makhtar Gueye                                        |
| 8  | BEL | KP    | François Marquet                                     |
| 9  | ALB | CS    | Sindrit Guri                                         |
| 10 | ZMB | CS    | Fashion Sakala                                       |
| 11 | BEL | KP    | Indy Boonen                                          |
| 12 | FRA | V     | Marvin Dewaele                                       |
| 15 | GER | V     | Frederik Jäkel (kölcsönben az RB Leipzig csapatától) |
| 18 | NIR | KP    | Cameron McGeehan                                     |
| 19 | SEN | CS    | Mamadou Thiam                                        |
| 20 | FRA | V     | Théo Ndicka                                          |

| #  |     | Poszt | Név                   |
| -- | --- | ----- | --------------------- |
| 21 | AUT | CS    | Marko Kvasina         |
| 23 | ISL | V     | Ari Freyr Skúlason    |
| 24 | BEL | KP    | Evangelos Patoulidis  |
| 25 | BEL | KP    | Jelle Bataille        |
| 26 | BEL | KP    | Kévin Vandendriessche |
| 27 | BEL | V     | Brecht Capon          |
| 28 | BEL | K     | Guillaume Hubert      |
| 29 | BEL | CS    | Robbie D'Haese        |
| 33 | BEL | V     | Anton Tanghe          |
| 34 | GER | KP    | Nick Bätzner          |
| 73 | BEL | CS    | Jorben Vanhulle       |
| 94 | BEL | K     | Jordi Schelfhout      |
| 99 | BEL | K     | Bram Castro           |